# Lijst van voetbalinterlands Brazilië - Schotland
Deze lijst van voetbalinterlands is een overzicht van alle officiële voetbalwedstrijden tussen de nationale teams van Brazilië en Schotland. De landen speelden tot op heden tien keer tegen elkaar. De eerste ontmoeting, een vriendschappelijke wedstrijd, werd gespeeld in Glasgow op 25 juni 1966. Voor het Braziliaans voetbalelftal was dit een oefenwedstrijd in de voorbereiding op het Wereldkampioenschap voetbal 1966. Het laatste duel, eveneens een vriendschappelijke wedstrijd, vond plaats op 27 maart 2011 in Londen (Verenigd Koninkrijk).

## Wedstrijden
| №  | Plaats         | Datum         | Competitie        | Wedstrijd            | Uitslag |
| -- | -------------- | ------------- | ----------------- | -------------------- | ------- |
| 1  | Glasgow        | 25 juni 1966  | Vriendschappelijk | Schotland – Brazilië | 1 – 1   |
| 2  | Rio de Janeiro | 5 juli 1972   | Vriendschappelijk | Brazilië – Schotland | 1 – 0   |
| 3  | Glasgow        | 30 juni 1973  | Vriendschappelijk | Schotland – Brazilië | 0 – 1   |
| 4  | Frankfurt      | 18 juni 1974  | WK 1974           | Brazilië – Schotland | 0 – 0   |
| 5  | Rio de Janeiro | 23 juni 1977  | Vriendschappelijk | Brazilië – Schotland | 2 – 0   |
| 6  | Sevilla        | 18 juni 1982  | WK 1982           | Brazilië – Schotland | 4 – 1   |
| 7  | Glasgow        | 26 mei 1987   | Vriendschappelijk | Schotland – Brazilië | 0 – 2   |
| 8  | Turijn         | 20 juni 1990  | WK 1990           | Brazilië – Schotland | 1 – 0   |
| 9  | Saint-Denis    | 10 juni 1998  | WK 1998           | Brazilië – Schotland | 2 – 1   |
| 10 | Londen         | 27 maart 2011 | Vriendschappelijk | Schotland – Brazilië | 0 – 2   |

## Samenvatting
| Competitie        | Totaal gespeeld | Winst Brazilië | Gelijk | Winst Schotland | Doelsaldo Brazilië – Schotland |
| ----------------- | --------------- | -------------- | ------ | --------------- | ------------------------------ |
| WK-eindronde      | 4               | 3              | 1      | 0               | 7 − 2                          |
| Vriendschappelijk | 6               | 5              | 1      | 0               | 9 − 1                          |
| Totaal            | 10              | 8              | 2      | 0               | 16 − 3                         |

Wedstrijden bepaald door strafschoppen worden, in lijn met de FIFA, als een gelijkspel gerekend.